# مراسم عقد معاهدة السلام (نوفا سكوشا)
، المعاهدات المبرمة في 1760 - 1761

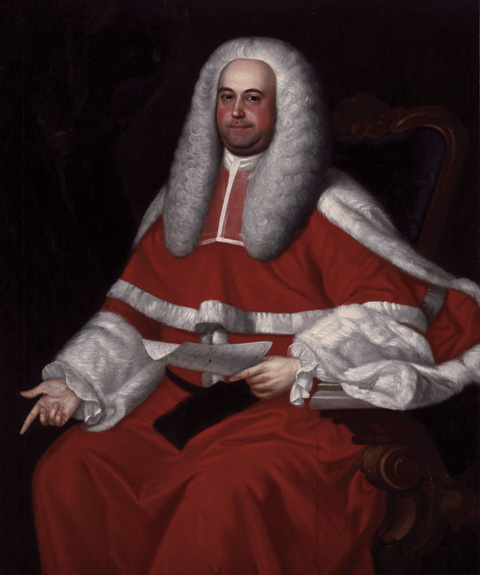
الحاكم جوناثان بيلتشر بريشة جون سينغلتون كوبلي. بيلتشر مع مجلس نوفا سكوشا

تمت مراسم عقد معاهدة السلام في نوفا سكوشا في 25 يونيو، 1761 وقد أنهت بنجاح فترة طويلة من الحرب، والتي استمرت لأكثر من خمسة وسبعين عامًا وشملت ست حروب، بين الميغماك والبريطانيين (انظر الأربعة حروب الفرنسية والهندية، وحرب الأب ريل، وحرب الأب لو لوتر). واعتبرت مراسم عقد معاهدة السلام تتويجًا للمعاهدة المبرمة التي خلقت السلام الدائم والالتزام بالانصياع لسيادة القانون.
على الرغم من نوايا كبار الشخصيات البريطانية الذين حضروا المراسم وساهموا في صياغة المعاهدة، إلا أن المستوطنين المحليين الذين هاجروا إلى أراضي الميغماك والماليسيت، قاموا بتجاهل العديد من الالتزامات بالمعاهدة. فبعد المراسم بخمسة وعشرين عامًا، بدأت بعض الحروب في الاشتعال حيث انضمت جماعات الميغماك والماليسيت إلى الأمريكيين ضد البريطانيين في الثورة الأمريكية.
يحتفل أهالي نوفا سكوشا بعقد معاهدات 1760 - 1761 كل عام في يوم عقد المعاهدة في (1 أكتوبر).

## السياق التاريخي

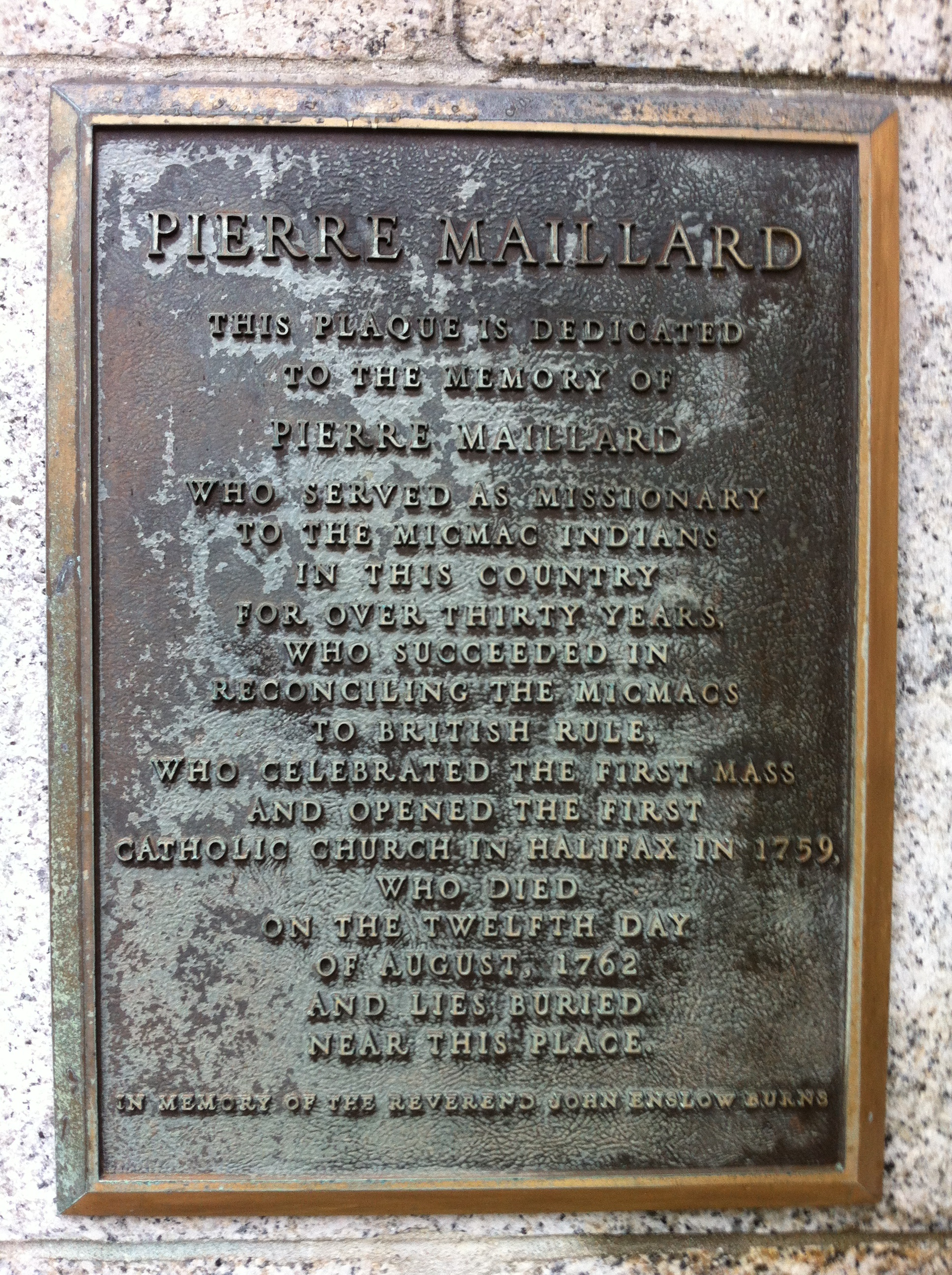
بيير ميلار، المفاوض للميغماك، يافطة، بكنيسة سانت ماري، هاليفاكس، نوفا سكوشا

أصبحت المنطقة الشمالية الشرقية من شمال أمريكا، والتي تضم نيو إنجلاند وأكاديا / الميغماك، تُعتبر بشكل متزايد منطقة للصراع بين فرنسا المتوسعة والإمبراطوريات البريطانية. ولقد أدى التوسع لكلتا الإمبراطوريتين، على مدار فترة تبلغ خمسة وسبعين عامًا من خلال ست حروب، إلى صراع الميغماك والأكاديين مع البريطانيين من نيو إنجلاند.
لقد كانت حرب الثغور ضد العائلات هي نهج تحالف واباناكي ونيو إنجلاند تجاه الحرب منذ بدء حرب الملك ويليام في 1688. وخلال فترة السبعة والخمسين عامًا، كان هناك تاريخ طويل لتحالف الواباناكي (الذي تضمن الميغماك) بقتل المدنيين البريطانيين على امتداد الحدود بين نيو إنجلاند / أركاديا في مين (انظر حملات الساحل الشمالي الشرقي، و1703، و1723، و1724، و1745).
ولمحاولة تجنب حدوث المذابح من جهتي فرنسا وتحالف واباناكي لقتل الرعايا البريطانيين، أصدر العديد من محافظي ماساتشوستس مكافأة مقابل فروات الرؤوس للرجال والنساء والأطفال من تحالف واباناكي.
وأثناء حرب الأب لو لوتر، قام إدوارد كورنواليس باتباع خطى نيو إنجلاند، وذلك بعد الهجوم على دارتموث (1749)، حيث شرع في حماية المواطنين البريطانيين الأوائل في نوفا سكوشا من تعرضهم لانتزاع فروات رؤوسهم عبر وضع مكافأة على قتل الميغماك (1749).
أثناء الفترة الأخيرة من هذا الصراع، قامت الحرب الفرنسية والهندية، والضباط الفرنسيون، والميغماك والأكاديون بتنفيذ ضربات هجوم عسكرية ضد البريطانيين، خصوصًا بعد ترحيل الأكاديين وإعلان المكافأة في 1756. قام الميغماك وحلفاؤهم الفرنسيون بحملة الساحل الشمالي الشرقي (1755) في مين وتوسعت هذه الحملة إلى نوفا سكوشا، بالهجوم على المدنيين خلال الهجمات على لاننبرج. وفي أعقاب احتلال لويزبرج 1758، وكيبك في 1759، ومونتريال في 1760، تم تدمير القوة الإمبريالية الفرنسية في أمريكا الشمالية. ومع فقدانهم لحليفهم الفرنسي، تبين للميغماك احتياجهم لعلاقة جديدة مع البريطانيين.